# Barteria
Genre
Classification phylogénétique
Barteria est un genre de plantes à fleurs de la famille des Passifloraceae. Ce sont des arbustes originaire d'Afrique tropicale.

## Liste d'espèces
- Barteria fistulosa
- Barteria urophylla
- Barteria dewevrei
- Barteria nigritana

## Relation avec les fourmis
Naturellement creuses, les branches des barterias abritent des fourmis du genre Tetraponera. L'arbre leur offre le gîte et une source abondante de nourriture grâce aux bords de ses feuilles parsemés de glandes à nectar que les fourmis récoltent à longueur de journée. En échange, les fourmis offrent à l'arbre une protection pour contrer les mangeurs de feuilles. Ces Tetraponera sp possèdent en effet à l'extrémité de leur abdomen un redoutable dard venimeux, et de plus éliminent les lianes et lichens qui viennent déranger leur arbre[réf. nécessaire].